# Patrycja Kotecka
Patrycja Kotecka (21 de noviembre de 1978 en Varsovia) es una periodista y empresaria polaca.

## Biografía
Estudió periodismo en la Universidad de Varsovia y completó un Maestría en Administración de Empresas en la Academia de Ciencias de Polonia.
Es periodista de investigación, se incorporó a Televisión Polaca el servicio estatal de televisión.
En marzo de 2016, se convirtió en directora de marketing de Link4, una subsidiaria de seguros de PZU. Desde marzo de 2020 hasta febrero de 2023, formó parte del directorio de esta empresa.

## Vida privada
Contrajo matrimonio con el abogado y político Zbigniew Ziobro, son padres de dos hijos: Jan Jerzy nacido en 2011 y Andrzej en 2015.